# Hemihyalea klagesi
Hemihyalea klagesi är en fjärilsart som beskrevs av Rothschild 1909. Hemihyalea klagesi ingår i släktet Hemihyalea och familjen björnspinnare. Inga underarter finns listade i Catalogue of Life.